# 郑州经贸学院
郑州经贸学院，为河南省郑州市的一所民办普通高等学校。

## 历史
2003年4月，中原工学院信息商务学院成立，是由中原工学院和嘉宏控股集团共同举办的一所全日制普通本科独立学院
2020年7月，经中华人民共和国教育部批准，中原工学院信息商务学院脱离中原工学院管理，并转设为民办本科院校郑州经贸学院，由嘉宏控股集团有限公司全资持有。

## 院系设置
学校设有九系一部，开设本科专业41个，专科专业14个。
- 商学系
- 会计系
- 政法与传媒系
- 外语系
- 机械工程系
- 电气工程系
- 信息技术系
- 建筑工程系
- 艺术设计系
- 基础学科部

## 引用文献
1. 1 2  学院简介 的存檔，存档日期2016-09-29.
2. ↑  . 中华人民共和国教育部. 2020-06-30.